# Berichterstatter
Der Berichterstatter ist das nach der internen Geschäftsverteilung eines Gremiums für die Bearbeitung zuständige Gremienmitglied.

## Justiz
Im Bereich der Justiz ist der Berichterstatter der nach der internen Geschäftsverteilung eines Spruchkörpers für die Bearbeitung eines Falles zuständige Richter. Falls der Rechtsstreit durch einen einzelnen Richter entschieden wird (etwa am Amtsgericht oder unter bestimmten Voraussetzungen am Landgericht oder am Oberlandesgericht), gibt es naturgemäß keinen Berichterstatter.
Die Hauptaufgabe des Berichterstatters besteht darin, die Beratung und Entscheidung des Spruchkörpers, zum Beispiel der Kammer (am Landgericht) oder des Senats (am Oberlandesgericht) vorzubereiten. Dazu verfasst er in der Regel ein Votum. Dieses beginnt typischerweise mit einer kurzen Darstellung des Sachverhalts, gegliedert in unstreitige und streitige Tatsachen. Es folgt eine rechtliche Würdigung, aus der auch hervorgeht, welche streitigen Tatsachen entscheidungserheblich sind und über die daher noch Beweis zu erheben ist. Das Votum endet mit einem Entscheidungsvorschlag. Anhand des Votums leitet der Vorsitzende die mündliche Verhandlung, und anhand des Votums beraten die Mitglieder des Spruchkörpers das weitere Vorgehen und die Entscheidung. Das Votum bindet die übrigen an der Entscheidung beteiligten Kammer- oder Senatsmitglieder nicht. Nachdem der Spruchkörper ein Urteil gefällt hat, ist es Aufgabe des Berichterstatters, die schriftliche Begründung zu verfassen. Sofern die Entscheidung nicht unmittelbar nach Schluss der mündlichen Verhandlung ergeht, sondern in einem eigenen Verkündungstermin verkündet wird, besteht das Votum in einem ausformulierten und, wenn erforderlich, begründeten Entscheidungsentwurf.
Daneben betreut der Berichterstatter in der Regel das Verfahren auch in der täglichen Gerichtsarbeit. So wickelt er zum Beispiel den Schriftverkehr mit den Parteien ab, beauftragt Sachverständige oder gibt den Parteien rechtliche Hinweise. Sogenannte prozessleitende Verfügungen, wie etwa die Terminierung zur mündlichen Verhandlung, Ladung von Zeugen oder Fristsetzung müssen grundsätzlich vom Vorsitzenden getroffen werden. Sind Vorsitzender und Berichterstatter nicht identisch, können diese Verfügungen vom Berichterstatter vorbereitet werden.
Welcher Richter eines Spruchkörpers zum Berichterstatter in einem Verfahren wird, ergibt sich aus der internen Geschäftsverteilung des Spruchkörpers. So gibt es zum Beispiel die Möglichkeit, die Zuständigkeit durch die Anfangsbuchstaben der Verfahrensbeteiligten oder die Endziffer des Aktenzeichens zu bestimmen. Eine entsprechende Regelung im internen Geschäftsverteilungsplan einer aus drei Richtern („Dezernenten“) bestehenden Kammer lautet dann etwa: „Dezernent 2 ist zuständig für alle Verfahren, bei denen die Endziffer der laufenden Nummer des Aktenzeichens auf eine 1, 3 oder 9 fällt.“ Er ist dann zum Beispiel zuständig für das Verfahren 2 O 133/05, nicht aber für das Verfahren 2 O 134/05.

## Politik
Auch in den Parlamenten wird der nach der Geschäftsordnung zuständige (federführende) Abgeordnete innerhalb des jeweiligen Ausschusses bzw. für die Fraktion für ein bestimmtes politisches Themenfeld (beispielsweise Erneuerbare Energien) so bezeichnet.

### Europäisches Parlament
→ Berichterstatter (Europäisches Parlament)
In der Europäischen Union wird ein Berichterstatter vom Europäischen Parlament eingesetzt, um einen Gesetzesentwurf zu untersuchen und am Ende einen Bericht dem Parlament vorzulegen. Allgemein wird der Berichterstatter von sogenannten Schattenberichterstattern der anderen Fraktionen im Europäischen Parlament unterstützt. Berichterstatter und Schattenberichterstatter sind Teil des Gesetzgebungsprozesses in der Europäischen Union.

### Deutscher Bundestag
Im Deutschen Bundestag sind Berichterstatter ein Element der Arbeitsteilung in Ausschüssen. Die Berichterstatter der Fraktionen sind Fachleute, die in ihren Arbeitsgruppen für spezielle politische Themen zuständig sind und die in den Ausschüssen grundsätzlich für ihre Fraktion Stellung nehmen, wenn über einschlägige Vorlagen beraten wird.